# Балтийское морское пароходство
Балти́йское морско́е парохо́дство (БМП) — комплексное государственное хозрасчётное предприятие водного транспорта в составе Министерства морского флота СССР, существовавшее в Ленинграде.

## История

### Предыстория
Балтийское морское пароходство (БМП) ведёт свою историю от Санкт-Петербургско-Любекского общества пароходов, основанного в 1830 году.
26 января (8 февраля) 1918 года Совнарком РСФСР принял декрет о национализации морского и речного флота, в соответствии с которым было создано Главное управление водного транспорта ВСНХ РСФСР. 18 мая 1918 года для управления национализированным транспортом (как флотами, так и всем грузовым и пассажирским движением на Балтике) было сформировано Областное управление морским транспортом Балтийского моря Главного управления водного транспорта ВСНХ РСФСР. В феврале 1919 года оно было реорганизовано в Балтийско-Мариинское управление водного транспорта, а в январе 1920 года — в Управление морским транспортом Балтийского моря (Балтмортран) Центрального управления морского транспорта Наркомата путей сообщений РСФСР.

### Основание пароходства
Датой основания (а фактически  воссоздания) пароходства считается 13 июня 1922 года. В этот день Совет Труда и Обороны РСФСР утвердил «Положение о государственном торговом флоте РСФСР», которое явилось учредительным документом для государственных пароходных предприятий. На основании этого документа Балтмортранc (Управление морским транспортом Балтийского моря) был преобразован в Государственное Балтийское пароходство Центрального правления государственного торгового флота Наркомата путей сообщения РСФСР.
В 1924 году пароходство вошло в состав акционерного общества «Советский торговый флот» (Совторгфлот) и было реорганизовано в Балтийскую главную контору Совторгфлота.
В декабре 1925 года в подчинение Балтийской главной конторы перешла образованная в 1924 году Ленинградская городская контора Северо-Западного отделения «Доброфлота», которая стала называться Ленинградской городской конторой Балтийской главной конторы. В мае 1926 года она была объединена с транспортно-экспедиторской частью.
Первым начальником Государственного Балтийского пароходства назначен Николай Яковлевич Васильев. Под его руководством была произведена полная реорганизация пароходства, которому от предшественника досталось большое количество не профильных предприятий и большой штат сотрудников, тогда как работоспособных судов было только 13. Чтобы пароходство в условии хозрасчета стало рентабельным, на первом заседании правления были приняты к реализации предложения Н. Я. Васильева: изменить структуру и содержание пароходства на основе научной организации труда (НОТ), отказаться от непрофильных предприятий и сократить раздутый штат пароходства.
Для пополнения своего тоннажа пароходство в первую очередь обратило свое внимание на пароходы, брошенные в порту, которые были без команд в полузатопленном состоянии с поржавевшими механизмами. При отсутствии государственного финансирования пароходство предложило безработным морякам отремонтировать эти пароходы и ввести в эксплуатацию. На время ремонта моряков обеспечивали только питанием. Из первого полученного пароходом фрахта пароходство рассчитывалось с командой за все время их работы, как по восстановлению, так и эксплуатацию судна. Через год число действующих пароходов увеличилось в два раза.
Летом 1923 года Н. Я. Васильев был отозван в Москву на повышение.
Новое руководство привело пароходство на грань банкротства. Чтобы исправить положение его руководителем вновь назначен Н.Я. Васильев.
Весною 1923 года вышел в свой первый рейс парусное судно «Товарищ» с грузом и учениками мореходного училища для работы с парусами. В пароходстве это судно считалось самым быстроходным. Первоначально предлагалось дать ему имя «Товарищ Васильев» в честь руководителя пароходства.

### 1930-е годы
По постановлению ЦИК и СНК СССР от 13 февраля 1930 года акционерное общество было реорганизовано во Всесоюзное объединение «Совторгфлот» Наркомата путей сообщений СССР (с 1931 года — Наркомата водного транспорта), его Балтийская контора преобразована в Балтийское управление Совторгфлота (БУСТФ), которое в 1933 году реорганизовано в Балтийскую дирекцию Совторгфлота (БДСТФ).
15 марта 1934 года Постановлением ЦИК и СНК СССР «О реорганизации органов управления водным транспортом» было образовано Центральное управление морского флота (Цуморфлот). На основании этого постановления в Ленинграде был создан Буморфлот.
После того как в апреле 1934 года объединение «Совторгфлот» было ликвидировано, Балтийскую дирекцию реорганизовали в Балтийское управление морского флота Наркомата водного транспорта. В 1935 году оно преобразовано в Балтийское государственное морское пароходство (БГМП) Наркомвода СССР. 5 марта 1935 года, в соответствии со статьей 2 Постановления СНК СССР от 9 декабря 1934 года о государственных морских пароходствах, Приказом Наркомата водного транспорта № 99 был утвержден Устав Балтийского государственного морского пароходства.
В 1939 году Наркомвод СССР был ликвидирован, и пароходство перешло в ведение Наркомата морского флота СССР. К 1941 году в составе пароходства насчитывалось 20 судов общей грузовместимостью более 84 тыс. тонн.

### 1940—1960-е годы
С началом Великой Отечественной войны, в июне — июле 1941 года, пароходству были приданы суда Эстонского (образовано в октябре 1940 года) и Латвийского пароходств. В годы войны БМП в тесном контакте с Краснознамённым Балтийским флотом занималось эвакуацией, медицинским обеспечением, снабжением военных гарнизонов, оборонявших блокированный Ленинград. Многие сотрудники пароходства ушли в народное ополчение, партизанские отряды, трудились на Дороге жизни и в портах Ладоги. В 1944 году были возобновлены рейсы БМП в пределах Финского залива, а затем и на всей Балтике. К концу войны в пароходстве насчитывалось 24 судна грузовместимостью 72 тыс. тонн.
Впоследствии на базе подразделений Балтийского морского пароходства были образованы самостоятельные Эстонское (1956) и Латвийское (1958) государственные пароходства, которые позже, согласно постановлению Совета Министров СССР от 27 января 1964 года, ещё раз были объединены с БМП. В январе 1967 года они снова стали самостоятельными. В январе 1969 года на базе Клайпедского морского агентства БМП образовано Литовское морское пароходство.

### Период расцвета БМП
В 1982 году БМП возглавил Виктор Иванович Харченко, занимавший этот пост двенадцать лет. В этот период Балтийское морское пароходство достигло пика своего развития. В 1990 году оно имело в своей структуре три порта (Ленинград, Выборг и Калининград), судоремонтную базу на Канонерском судоремонтном заводе, управление «Торгмортранс», экспедиционный отряд аварийно-спасательных судоподъёмных и подводно-технических работ (ЭО АСПТР), ремонтно-строительный трест, мореходную школу и прочие подразделения.
Флот БМП насчитывал более 170 крупнотоннажных грузовых и грузопассажирских судов общей грузоподъёмностью свыше 1,5 млн т, посещающих более 400 портов 70 стран, пассажирские суда, работающие на морских, океанских и круизных международных линиях. В БМП было 18 грузопассажирских линий, и суда ходили по расписанию даже в Австралию и Новую Зеландию. Общее количество работающих в организации доходило до 46 000 человек, в том числе 15 400 — моряки на судах, обслуживающих 18 регулярных морских линий.
В годы перестройки Министерство предложило БМП экономический эксперимент, в рамках которого пароходству предоставлялась бо́льшая самостоятельность в решении отдельных организационных и хозяйственных вопросов. Благодаря появившимся возможностям в БМП был значительно обновлён парк судов. Пароходство завоёвывало лидерство в Балтийском бассейне и даже стало диктовать фрахтовые цены.
В течение года в БМП запустили первую в стране фабрику по производству гидрокостюмов. Активно обеспечивали моряков жильём, не только покупая его у города, но и строя самостоятельно (в частности, за полтора года были сданы рекордные 750 квартир). Совместно с восемью крупнейшими ленинградскими предприятиями было учреждено акционерное общество «Энергомашжилстрой», куда 30 % капитала вложило БМП. В Италии был закуплен домостроительный комбинат мощностью до 100 000 м² жилья в год. С участием иностранных фирм построен завод сантехнического оборудования на 3 тыс. комплектов в год. Совместно с другими советскими предприятиями и гамбургской фирмой «Трансглоб» пароходство построило первый на Северо-Западе завод по производству контейнеров для морских перевозок, которые ранее приходилось покупать за рубежом.
В подшефном пароходству совхозе «Агро-Балт» в Кингисеппском районе был создан мощный комплекс: плодоовощной, мясо-молочный, колбасный заводы. При помощи голландских комбайнов на полях совхоза выращивали урожаи до 300 ц картофеля с гектара, которые без потерь сохраняли в новом овощехранилище. Экипажи судов и береговые службы обеспечивались свежими и качественными продуктами, в то время как в стране вводилась карточная система.
13 января 1990 года пароходство было реорганизовано в арендное предприятие (с 12 ноября 1992 года — АООТ) «Балтийское морское пароходство». В новых условиях предприятие получило полную экономическую самостоятельность, 50 % зарабатываемой прибыли оставлялось в распоряжении пароходства. В тот период были подписаны контракты на строительство 18 новых судов на верфях Ленинграда, Польши, Германии, в 1991 году куплен пассажирский паром «Анна Каренина». Изменились условия работы моряков, выросла их реальная заработная плата: матрос стал получать $ 360 в месяц вместо 40. Практически полностью была удовлетворена очередь на получение квартир для плавсостава.
Чистая прибыль БМП от реализации транспортных услуг составила в 1991 году $ 571 млн, а отчисления пароходства формировали около 1/3 единого бюджета Ленинграда и Ленинградской области.

### Постсоветский период и разорение
В феврале 1993 года начальник БМП В. И. Харченко был задержан по обвинению в крупных нарушениях при расходовании валютных средств пароходства, помещён в следственный изолятор на 4 месяца, однако затем выпущен под подписку о невыезде (впоследствии дело было прекращено за отсутствием состава преступления).
В середине 1990-х годов начался делёж БМП. Пассажирские суда и ещё несколько десятков лучших судов были арестованы за границей за долги по зарплате и выплате кредитов и впоследствии проданы с аукциона, а регулярное паромное сообщение между Петербургом и городами Европы прервалось.
30 июня 1996 года вышел Указ Президента Российской Федерации № 1004 «О государственной поддержке морского торгового флота России на Балтике», предписывавший правительству осуществить неотложные меры по стабилизации работы БМП, защите морского флота на Балтике и привлечению к ответственности лиц, виновных в нарушениях российского законодательства о приватизации.
Несмотря на это, к концу 1990-х годов БМП существовало лишь формально и уже не располагало ни одним судном.

### В XXI веке
5 ноября 2002 года, после встречи бывшего директора БМП Виктора Харченко с президентом Российской Федерации Владимиром Путиным, судоходная компания была возрождена и вновь зарегистрирована как общество с ограниченной ответственностью «Холдинговая компания „Балтийское морское пароходство“» (ООО «ХК БМП»). В программе развития компании было предусмотрено строительство 116 судов различного назначения, 4 пассажирских паромов и крупных объектов инфраструктуры, к которым относились терминал в порту Усть-Луги, судоремонтное предприятие с сухим доком, промышленно-деловая зона «Лесное» во Всеволожском районе Ленинградской области, мини-ТЭЦ и современное головное здание офиса судоходной компании, а также Балтийский межрегиональный медицинский центр высоких технологий и жилой комплекс. Общая стоимость проектов составляла порядка 8 миллиардов долларов США.

### Возрождение БМП
Одна из крупных судоходных компаний на Северо-Западе Российской Федерации — ООО «Трансфлот» (ИНН 7805375492), основанная в 2005 году, в начале 2023 года сменила название на общество с ограниченной ответственностью «БАЛТИЙСКОЕ МОРСКОЕ ПАРОХОДСТВО»/«BALTIC SHIPPING COMPANY» LLC. Идея переименовать компанию и возродить Балтийское морское пароходство нашла поддержку в российском правительстве. Все необходимые изменения зарегистрированы в Едином государственном реестре юридических лиц (ЕГРЮЛ) 23.01.23.

## Начальники пароходства
- 1922—1923 — Н. Я. Васильев — основатель госпароходства и первый начальник
- 1923—1924 — В. А. Карпов
- 1924—1925 — Н. Я. Васильев, вторично
- 1938—1939 — А. Е. Мельников
- 1939—1941 — Н. Я. Безруков
- 1941—1942 — Н. А. Хабалов
- 1943—1944 — М. П. Панфилов
- 1945—1946 — И. М. Коробцов
- 1946—1949 — А. М. Прорешный
- 1950—1961 — Н. П. Логинов
- 1961—1962 — Д. К. Зотов
- 1962—1964 — Л. П. Соколов
- 1964—1973 — А. Л. Васильев
- 1973—1975 — Б. А. Гребенщиков
- 1975—1978 — Б. А. Юницын
- 1978—1982 — Б. П. Трунов
- 1982—1993 — В. И. Харченко
- 1993—1996 — А. П. Русин

## Награды
- орден Ленина (1985)
- орден Октябрьской Революции (1971)
- Международная премия «Золотой Меркурий» (1980)